# Rinorea crenata
Rinorea crenata és una espècie de planta amb flor que pertany a la família de les Violaceae. Aquesta espècie es troba en un ampli rang altitudinal, al sotabosc dels boscos de terres baixes i com a epífites en boscos nebulosos, és a dir, dels 0 fins als 1000 msnm. Només creix a dos refugis forestals a Chiriquí i Darién a Panamà i pel que sembla també a Costa Rica.

## Taxonomia
Rinorea crenata va ser descrita per S.F. Blake i publicat a Contributions from the United States National Herbarium 20(13): Pàgina 500. L'any 1924. (19 de juliol de 1924).